# Eric Drooker
Eric Drooker est un illustrateur, peintre et auteur de bande dessinée américain, né en 1958 à New York. Il vit aujourd'hui en Californie.

## Biographie
Après des études de sculpture à Cooper Union, il réalise de nombreux tracts et affiches de rues caractérisés par un noir et blanc très acéré et une certaine virulence politique. Il travaille ensuite pour la presse, notamment pour les revues World War 3 illustrated, fondée par les auteurs de bande dessinée Peter Kuper et Seth Tobocman, et Heavy Metal. Aujourd'hui, ses peintures sont fréquemment vues en couverture du New Yorker.
Il est l'auteur de Flood! et Blood Song deux romans graphiques sans paroles qui s'inscrivent dans la filiation des récits en gravures réalisés dans la première moitié du XXe siècle par des artistes comme Frans Masereel ou Lynd Ward. Il a réalisé en 2010 les parties animées de Howl, long-métrage basé sur le poème d'Allen Ginsberg avec qui il avait précédemment collaboré sur le recueil Illuminated Poems.

## Œuvres
- Flood! A novel in pictures, Four Walls Eight Windows, 1992, réédité en 2002 par Dark Horse Comics  (ISBN 1-56971-821-0)
- Illuminated Poems (avec Allen Ginsberg), Four Walls Eight Windows, 1992  (ISBN 1-56858-070-3)
- Street Posters and Ballads of the Lower East Side. A Selection of Songs, Poems, and Graphics, Seven Stories Press, 1998  (ISBN 1-888363-77-0)
- Blood Song. A Silent Ballad, Harcourt Trade Publishers|Harcourt, 2002  (ISBN 0-15-600884-X), réédité en 2009 par Dark Horse Comics  (ISBN 9781595823892)
- Howl, a graphic novel, Harper Perennial, 2010  (ISBN 9780062015174)

Illustrations de revues
- The New Yorker, The Progressive, Screw, LA Weekly, The New York Times, Newsweek, Heavy Metal

Illustrations de pochettes de disques
- Rage Against the Machine, Faith No More, Propagandhi[1]

Bande dessinée traduite en français
- Flood!, un roman graphique, Tanibis, 2009  (ISBN 9782848410135)
- Blood Song, une ballade silencieuse, Tanibis, 2010  (ISBN 9782848410159)

Monographie en français
- Subversion, l'art insoumis d'Eric Drooker, L'Échappée, 2007  (ISBN 9782915830118)